# Доротея София фон Саксония-Алтенбург
Доротея София фон Саксония-Алтенбург (на немски: Dorothea Sophie von Sachsen-Altenburg; * 19 декември 1587 във Ваймар; † 10 февруари 1645 във Ваймар) от рода на Ернестинските Ветини е херцогиня от Саксония-Ваймар, Саксония-Алтенбург и княжеска абатеса на манастир Кведлинбург (1617 – 1645).
Тя е дъщеря на херцог Фридрих Вилхелм I фон Саксония-Ваймар (1562 – 1602) и първата му съпруга София от Вюртемберг (1563 – 1590), дъщеря на херцог Христоф от Вюртемберг.
На 21 април 1618 г. тя става княз-абатеса на манастир Кведлинбург. Няколко седмици преди това император Матиас дава съгласието си. Тя дарява на университета в Йена 4000 гулдена. По време на нейната служба се състои Тридесетгодишната война и манастирът и градът тежко пострадват.